# Bowood Circle

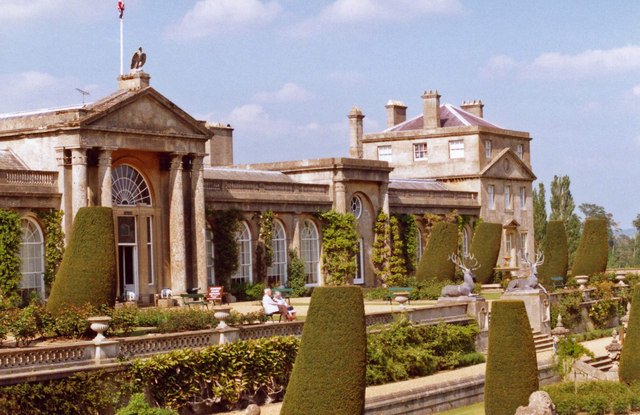
Bowood House. Lord Lansdowne encargó la remodelación arquitectónica a Henry Keene. Los jardines son diseño de Lancelot Brown, y los interiores de Robert Adam. En la mansión se reunió una impresionante colección de arte.

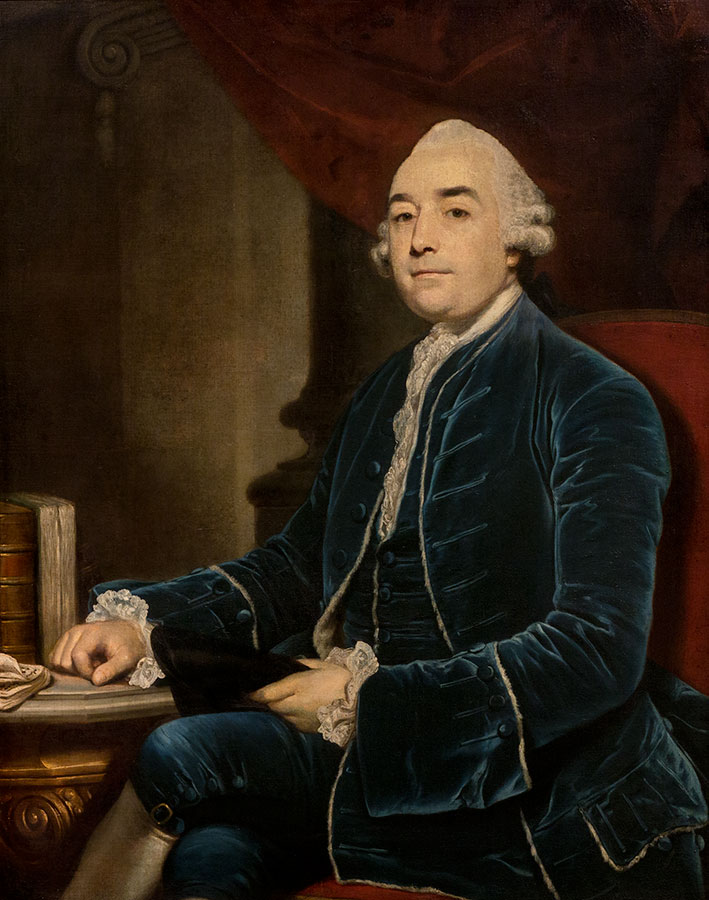
Retrato de lord Lansdowne, por Joshua Reynolds.

Bowood Circle ("círculo de Bowood") es la denominación de un grupo de disidentes ingleses de finales del siglo XVIII, de posición política radical y simpatizantes de las revoluciones americana y francesa, que se reunía en Bowood House (condado de Wiltshire, cerca de Calne), propiedad de William Petty (lord Lansdowne desde 1784, también llamado Shelbourne por llevar ese título condal). Está en discusión cuáles eran las razones de este patrón aristocrático para apoyar a estos burgueses radicales, pues aunque su ideología política (whig) podía ser algo cercana, parece que también influyeron cuestiones tácticas, como su enemistad con personajes clave de la época, como Edmund Burke (simpatizante de los revolucionarios americanos, pero totalmente opuesto a los franceses) y Rockingham (su antecesor en el cargo de primer ministro, y al que sustituyó al morir este, en 1782), frente a los que podía interesarle mantener a este grupo intelectual opuesto.
Los miembros del "círculo" usualmente ejercían de instructores de los hijos de Petty, mientras llevaban a cabo sus propios programas de investigación científica, filosófica o teológica y su producción literaria. El impacto cultural de este grupo fue considerable entre 1772 y 1825. Entre sus miembros estuvieron Richard Price, Joseph Priestley, Jeremy Bentham y Samuel Romilly; e incluso se incorporaron intelectuales extranjeros, como el suizo Étienne Dumont y el francés Mirabeau. La pretensión de Petty era utilizar los contactos personales y la producción intelectual del "círculo" para moderar tanto la evolución de los acontecimientos en la Asamblea revolucionaria francesa como la actitud inglesa ante ella, pero en ambas cosas fracasó. Ante la propuesta de discutir un texto, redactado por Bentham y Romilly, y traducido por el conde de Drasfield y Dumont, inspirado en las prácticas parlamentarias de la Cámara de los Comunes, se respondió: Nous ne sommes pas Anglais et nous n'avons pas besoin d'Anglais ("no somos ingleses y no tenemos necesidad de ingleses"). A partir de septiembre de 1793, con el Terror, Bowood recibió una numerosa representación de los émigrés, y la actitud política del círculo se hizo menos radical y más desilusionada.

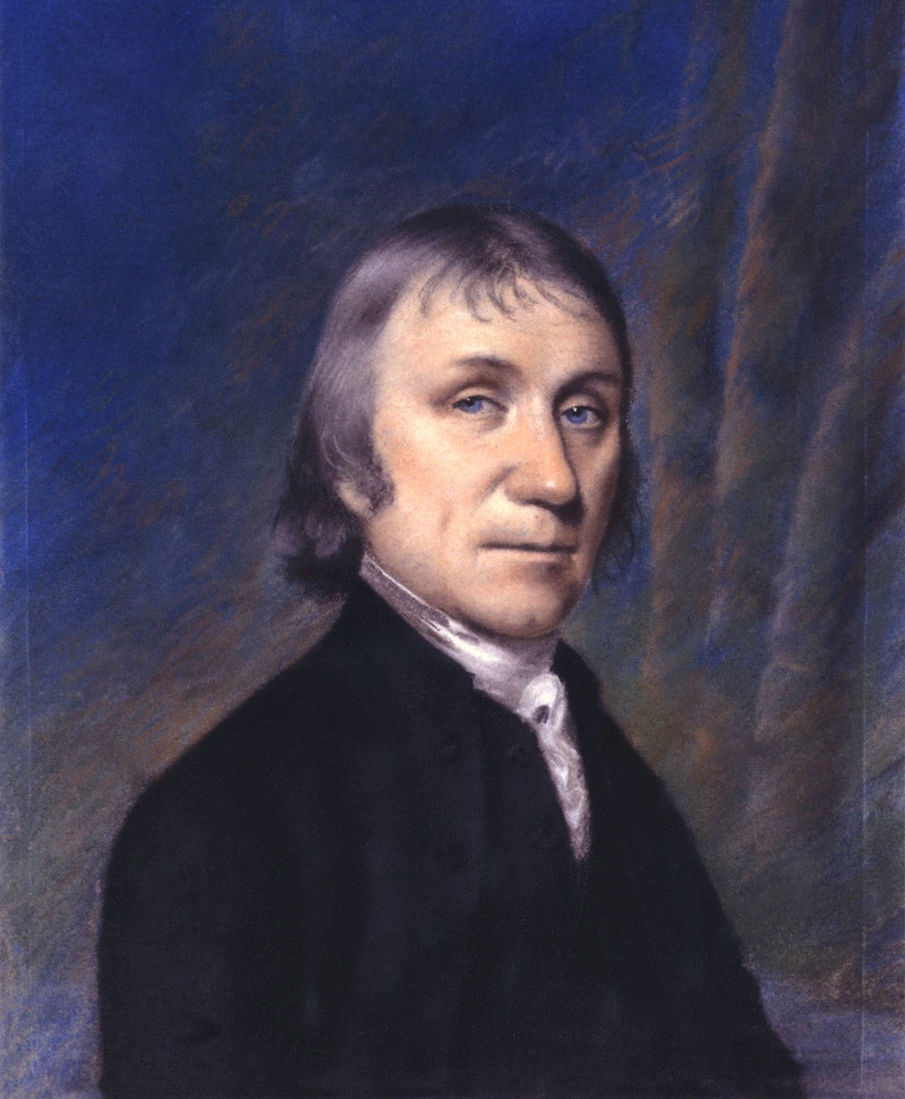
Priestley.
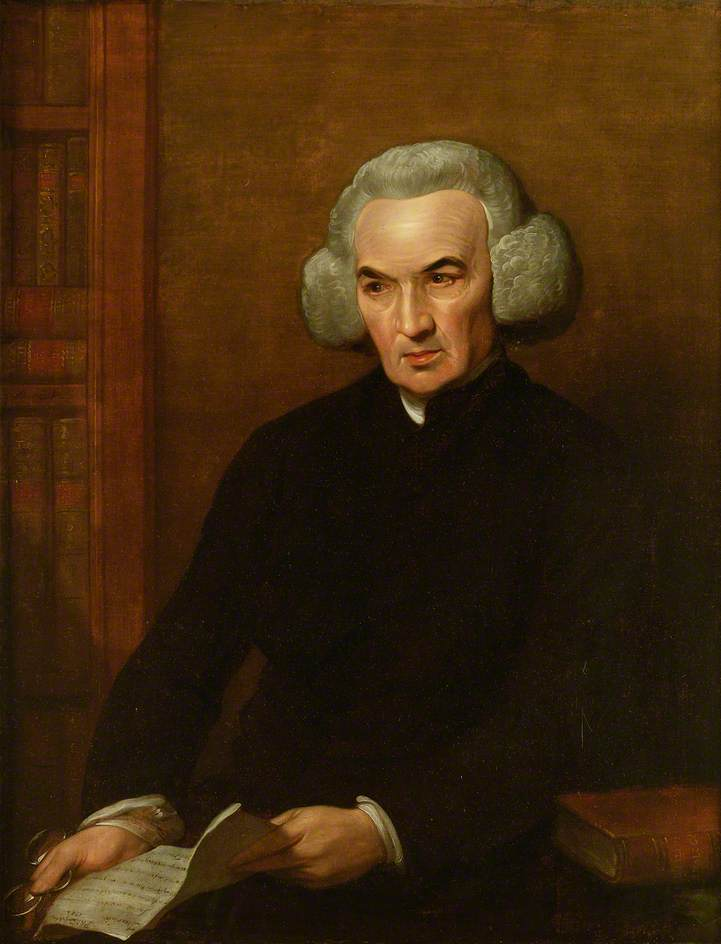
Price.
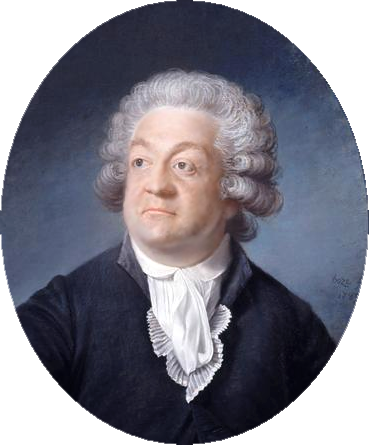
Mirabeau.
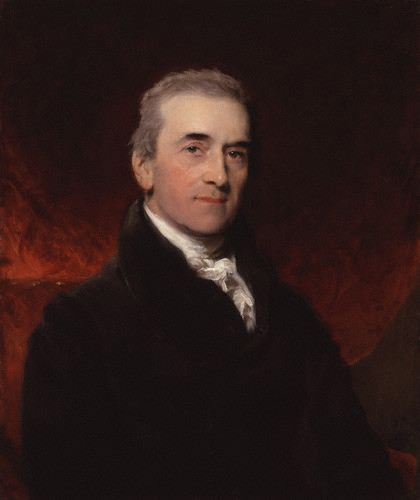
Romilly.